# Garhakota
Garhakota là một thành phố và khu đô thị của quận Sagar thuộc bang Madhya Pradesh, Ấn Độ.

## Địa lý
Garhakota có vị trí 23°46′B 79°09′Đ / 23,77°B 79,15°Đ Nó có độ cao trung bình là 373 mét (1223 feet).

## Nhân khẩu
Theo điều tra dân số năm 2001 của Ấn Độ, Garhakota có dân số 26.877 người. Phái nam chiếm 52% tổng số dân và phái nữ chiếm 48%. Garhakota có tỷ lệ 67% biết đọc biết viết, cao hơn tỷ lệ trung bình toàn quốc là 59,5%: tỷ lệ cho phái nam là 77%, và tỷ lệ cho phái nữ là 57%. Tại Garhakota, 16% dân số nhỏ hơn 6 tuổi.